# Avenida José Larco
La avenida José Larco, más conocido simplemente como avenida Larco, es una de las principales avenidas del distrito de Miraflores, en la ciudad de Lima, capital del Perú. Se constituye como el eje comercial más importante de este distrito, con un recorrido norte a sur de 13 cuadras.
Es la vía comercial por excelencia, y en ella o cerca a ella, se encuentran gran cantidad de exclusivos hoteles, de 4 o 5 estrellas, como el JW Marriott Hotel Lima, el Hilton Hotel Lima, restaurantes, cafeterías, librerías, boutiques, teatros, bancos, discotecas y casinos. 
Considerada, al igual que el distrito de Miraflores, un centro de paseo de la clase media y alta sociedad limeña, ese rasgo se vio más marcado en los años 1950 tal como lo reflejan los libros de autores literarios peruanos como el Nobel de Literatura 2010 Mario Vargas Llosa y Alfredo Bryce Echenique. 
Es una avenida con un alto nivel de tráfico debido a que acoge tanto transporte privado como público. Asimismo, es un punto donde se concentra gran parte de la movida nocturna limeña, carácter que se ha mantenido en las últimas décadas y que fue reflejada en la canción Avenida Larco del grupo musical peruano Frágil.

## Recorrido
Se inicia en el óvalo de Miraflores, en la esquina con la avenida Ricardo Palma. En su primera cuadra acoge a la Tiendecita Blanca, un café suizo de larga presencia. En la segunda cuadra, se ubican los fast-foods Pizza Hut y Burger King los juzgados de paz letrados de Barranco y Miraflores. La tercera cuadra, es la última que está frente al parque central de Miraflores. Y en ella, se ubica el clásico local de KFC, el primero en inaugurarse en el Perú y la elegante Casa García-Alvarado, donde residió el exalcalde de Miraflores, Genaro Castro Iglesias.

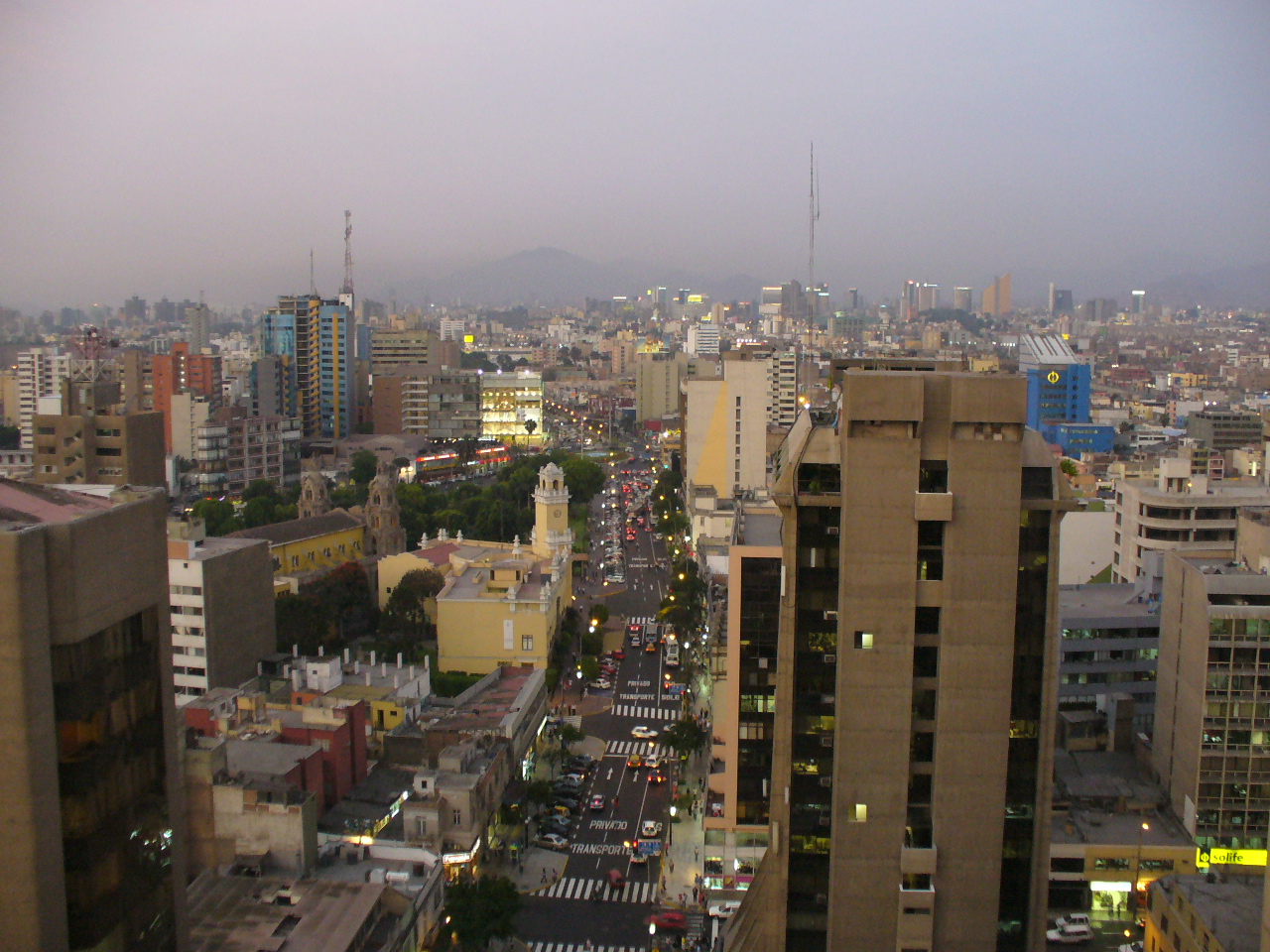
La avenida José Larco y alrededores al atardecer desde el hotel Las Américas en enero de 2007

En la cuarta cuadra, se ubica el Palacio Municipal de Miraflores y la Sala Luis Miró Quesada Garland, una de las galerías de arte más visitadas e influyentes del Perú. A partir de esta cuadra, inician las boutiques y las pocas tiendas de discos musicales que sobreviven en Lima como Phantom Music, además de un local de Bembos. La esquina con la calle Schell es una intersección sumamente transitada. Luego de esa calle, se encuentran los locales bancarios, destacándose el edificio del banco de Crédito del Perú y la calle Tarata, donde, el 16 de julio de 1992, se ha dado uno de los más notorios atentados terroristas de Sendero Luminoso. 
Desde la intersección con la avenida Alfredo Benavides, se encuentran los imponentes casinos 24 Horas Atlantic City y Fiesta. En las siguientes cuadras, el carácter comercial de la vía se atenúa un poco llegando incluso a verse algunas mansiones de estilo alemán, francés, e italiano de los años 1950. La oferta sigue presentando restaurantes, librerías y el Teatro Larco. En las cuadras 9 y 10 se encuentran la embajadas de Honduras y Uruguay respectivamente.
Finalmente, en la cuadra 13, se encuentra la torre Parque Mar de 30 pisos, que acoge las oficinas de Claro y algunas embajadas y consulados, entre estos las embajadas del Reino Unido e Israel. A un costado se ubica la espectacular torre de vidrio del hotel Marriott, inaugurado el 25 de julio de 2000.
La avenida termina en la intersección con la avenida Armendáriz y el malecón de la Reserva, frente al reconstruido parque Alfredo Salazar y el centro comercial Larcomar.